# Government Center (Boston)
Le Government Center est un quartier dans le centre-ville de Boston, centrée sur City Hall Plaza. 
Auparavant localisé sur le site de Scollay Square, il est maintenant situé à l'emplacement de l'hôtel de ville de Boston, du palais de justice, de bâtiments administratifs fédéraux et de l'état du Massachusetts, et constitue un arrêt important du système de transports en commun MBTA.

## Bâtiments importants

### Hôtel de ville de Boston

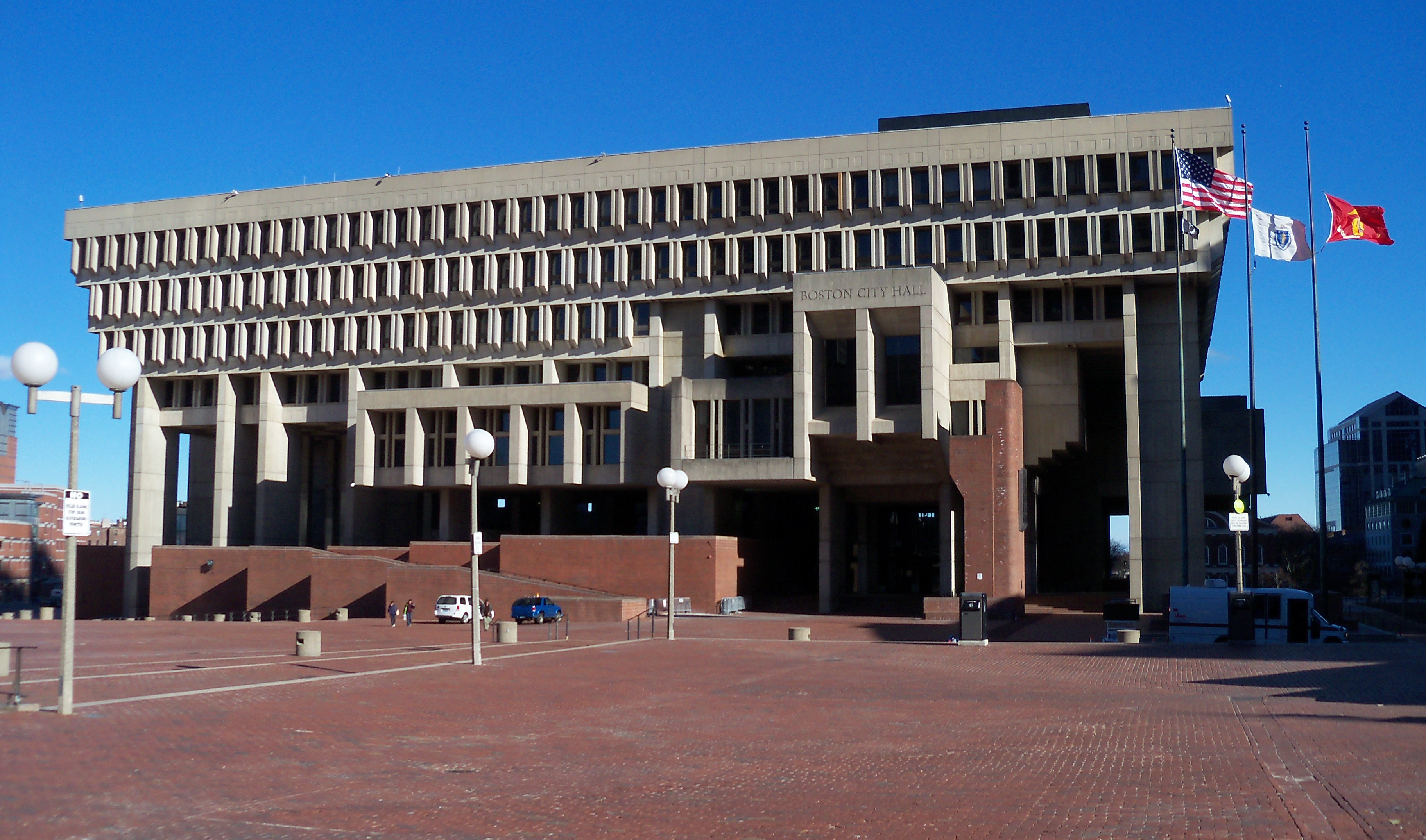
Hôtel de ville de Boston

La caractéristique dominante du Government Center est l'immense et imposant hôtel de ville de Boston, bâtiment de style brutaliste conçu par Kallmann McKinnell Bois et construit dans les années 1960 dans le cadre du premier grand plan de rénovation urbaine de Boston. Bien que certains le considèrent comme porteur d'une importance architecturale, le bâtiment n'est pas universellement apprécié, et il est fortement impopulaire parmi les habitants. En outre, il est décrié pour avoir remplacé l'architecture victorienne du Scollay Square de Boston, un quartier commerçant animé qui avait sombré dans la misère au cours du XXe siècle.

### John Fitzgerald Kennedy Federal Building
Le John Fitzgerald Kennedy Federal Building est un immeuble de bureaux du gouvernement des États-Unis. Il est situé sur la City Hall Plaza, en face de l'hôtel de ville. Il offre un bel exemple de l'architecture moderne des années 1960. Il se compose de deux tours de 26 étages qui sont assises l'une en face de l'autre, et d'un petit immeuble de quatre étages qui se connecte aux deux tours par l'intermédiaire d'un couloir de verre. Les deux tours sont hautes de 118 m.

### City Hall Plaza

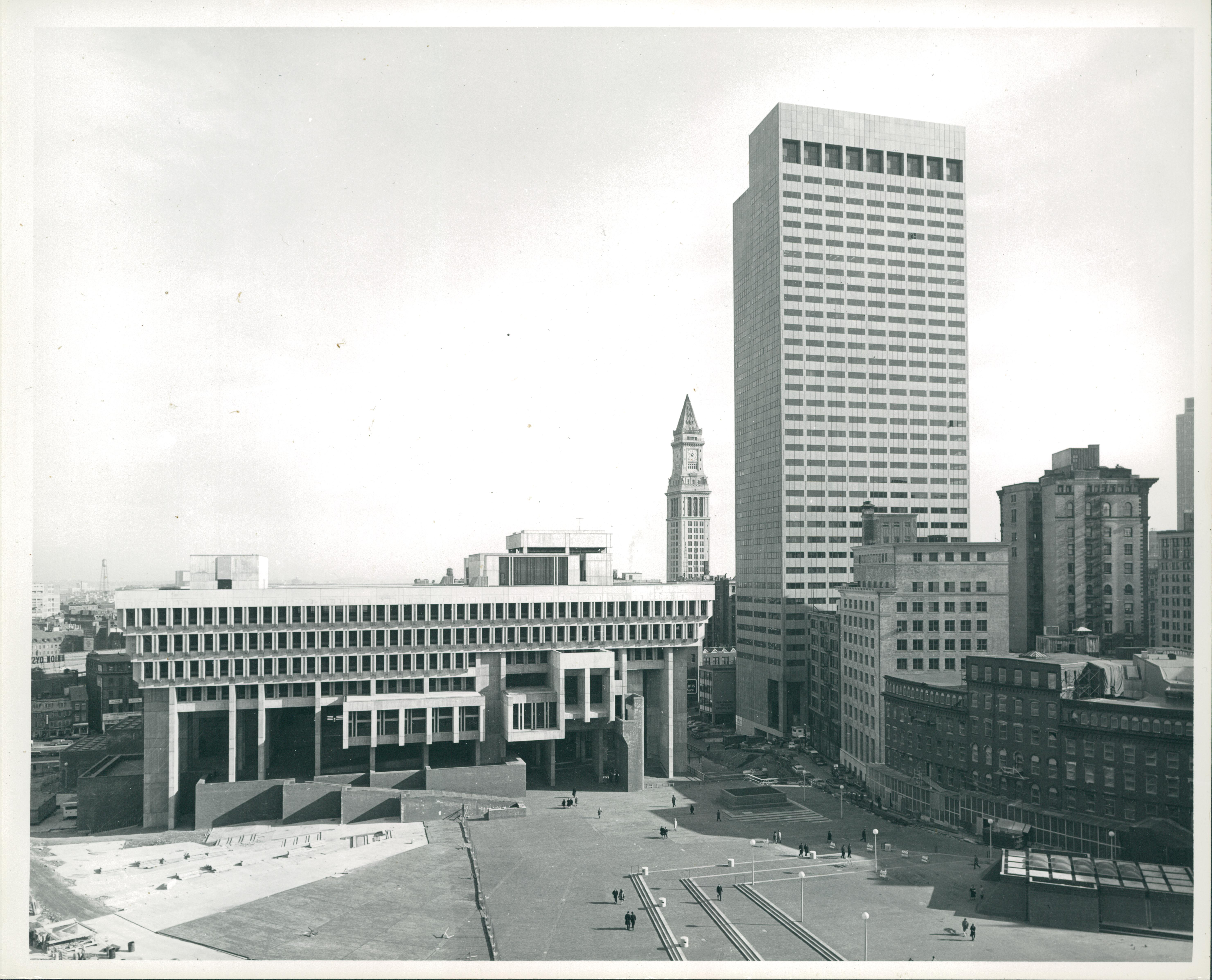
City Hall Plaza, vers 1968

City Hall Plaza n'est pas un espace apprécié. Comme l'avait écrit Bill Wasik en 2006, « C'est comme si l'espace avait été conçu pour rendre vaine toute réunion, petite ou grande, où qu'elle soit située sur son étendue aride. Tous les bâtiments voisins semblent être dirigés vers l'extérieur, faisant des 11 acres de béton et de briques que compose la plaza le plus grand terrain vague du monde. ... [C'est] un espace si dépourvu de bancs, de verdure, et d'autres signes d'hospitalité humaine que, même lors du plus beau week-end d'automne, lorsque le Common et l'Esplanade et les autres espaces publics regorgent de Bostoniens à loisir, la plaza reste totalement vide mis à part l'occasionnel skateboardeur... » La plaza est souvent familièrement appelée « le désert de briques ».

### Le Government Service Center

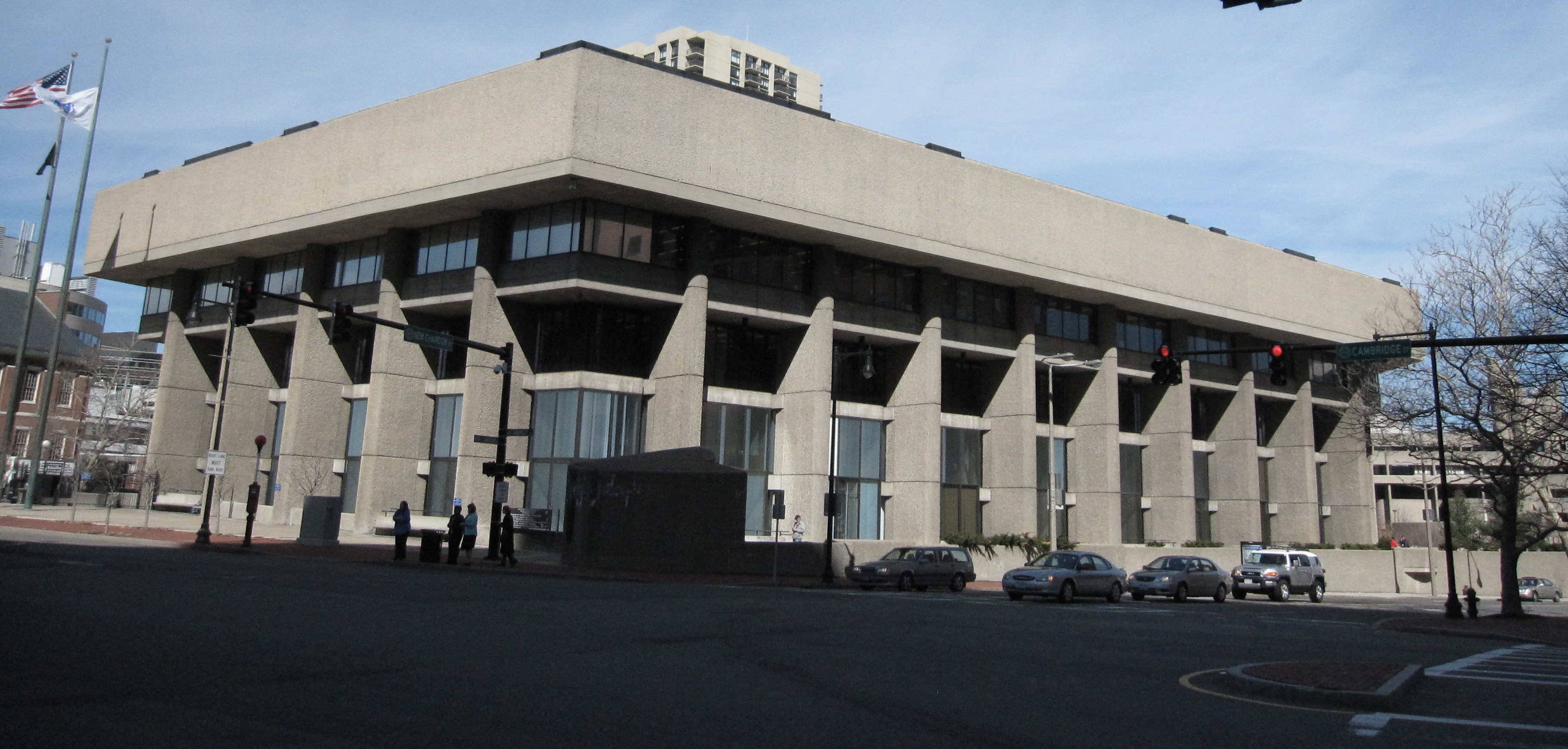
Le Government Service Center

Un autre très grand bâtiment au Government Center, moins bien visible et donc moins connu que celui de l'hôtel de Ville, est le Government Service Center, conçu par l'architecte Paul Rudolph. La construction est inachevée, la tour centrale prévue dans le plan d'origine n'a jamais été construite. Dans le milieu des années 1990, l'espace adjacent a reçu le palais de justice Edward W. Brooke qui abrite une division de la Cour Municipale de Boston. Cette forme irrégulière et en pente a été la dernière parcelle du plan de renouvellement urbain à être développée; dans l'intervalle, l'espace avait été utilisé comme stationnement de surface. Dans un article de 2014, l'historien d'architecture Timothy M. de Rohan a fait l'éloge du bâtiment pour avoir « une merveilleuse cour intérieure qui ressemble à quelque chose issu de la Rome baroque, un espace qui, même dans son état incomplet et négligé, contraste fortement avec l'hôtel de ville tout proche et son aliénante plaza ».

### Le stationnement étagé de Government Center
Ce garage privé de 2300 places a été construit dans le cadre du projet de renouvellement urbain du quartier Government Center. En 2016, l'Autorité de Réaménagement de Boston a donné son approbation finale pour le remplacement de l'ancien stationnement par Bulfinch Crossing, un développement à usage mixte de 2.9 millions de pieds carrés de superficie, qui sera conçu par Pelli Clarke Pelli Architects. La construction a commencé en janvier 2017.

### Center Plaza

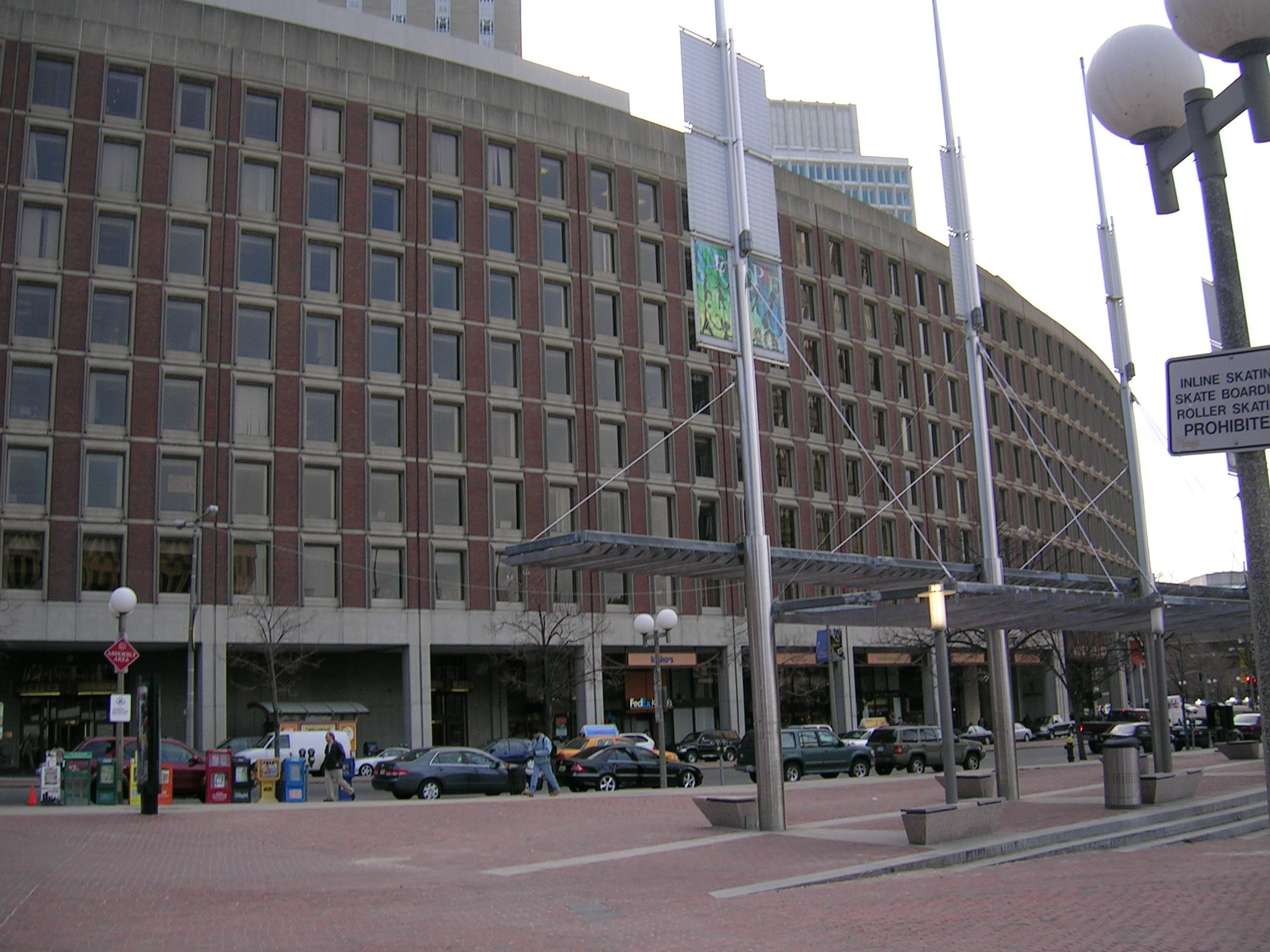
Center Plaza

Cette structure de bureaux et de commerces de 720 000 pieds carrés de superficie, construite par le développeur Norman B. Leventhal, est située en face de la rue Cambridge de la City Hall Plaza. En 2014, la propriété a été vendue par le Groupe Blackstone à Shorenstein. Shorenstein a proposé 25 millions de dollars de rénovation pour ajouter « un peu de nouveauté et de buzz » pour le bâtiment. La rénovation a été approuvée par l'Autorité de réaménagement de Boston en 2016.

### Bâtiments publics à proximité
Plusieurs bâtiments du gouvernement fédéral et de l'état du Massachusetts situés à proximité du Government Center n'ont pas été construits dans le cadre du projet de renouvellement urbain. Ces bâtiments comprennent la Massachusetts State House, l'édifice McCormack, l'édifice Saltonstall, le palais de justice du comté de Suffolk, et le Bâtiment fédéral Thomas P. O'Neill. Certains de ces bâtiments sont considérés, dans les listes de Wikipédia comme dans d'autres sources, comme étant situés dans le Government Center.

## Géographie et transports
Le Government Center est situé entre les quartiers de North End et Beacon Hill.

### Délimitations
Le Government Center n'a pas de limites officielles. La carte des quartiers de l'Autorité de réaménagement de Boston place la majeure partie du Government Center dans le centre-ville, et le reste dans le quartier West End.
D'autres cartes et documents montrent une variété de limites différentes pour le Government Center. Le code de zonage de Boston utilise une carte appelée « 1H Government Center/District des Marchés ». La carte montre la partie du quartier Government Center qui s'étend à l'ouest jusqu'à la Massachusetts State House et inclut toutes les grandes structures répertoriées dans cet article. La carte des Zones de rénovation urbaine de l'Autorité de réaménagement de Boston utilise une zone un peu moins grande qui exclut les édifices McCormack et Saltonstall.

### Transport en commun

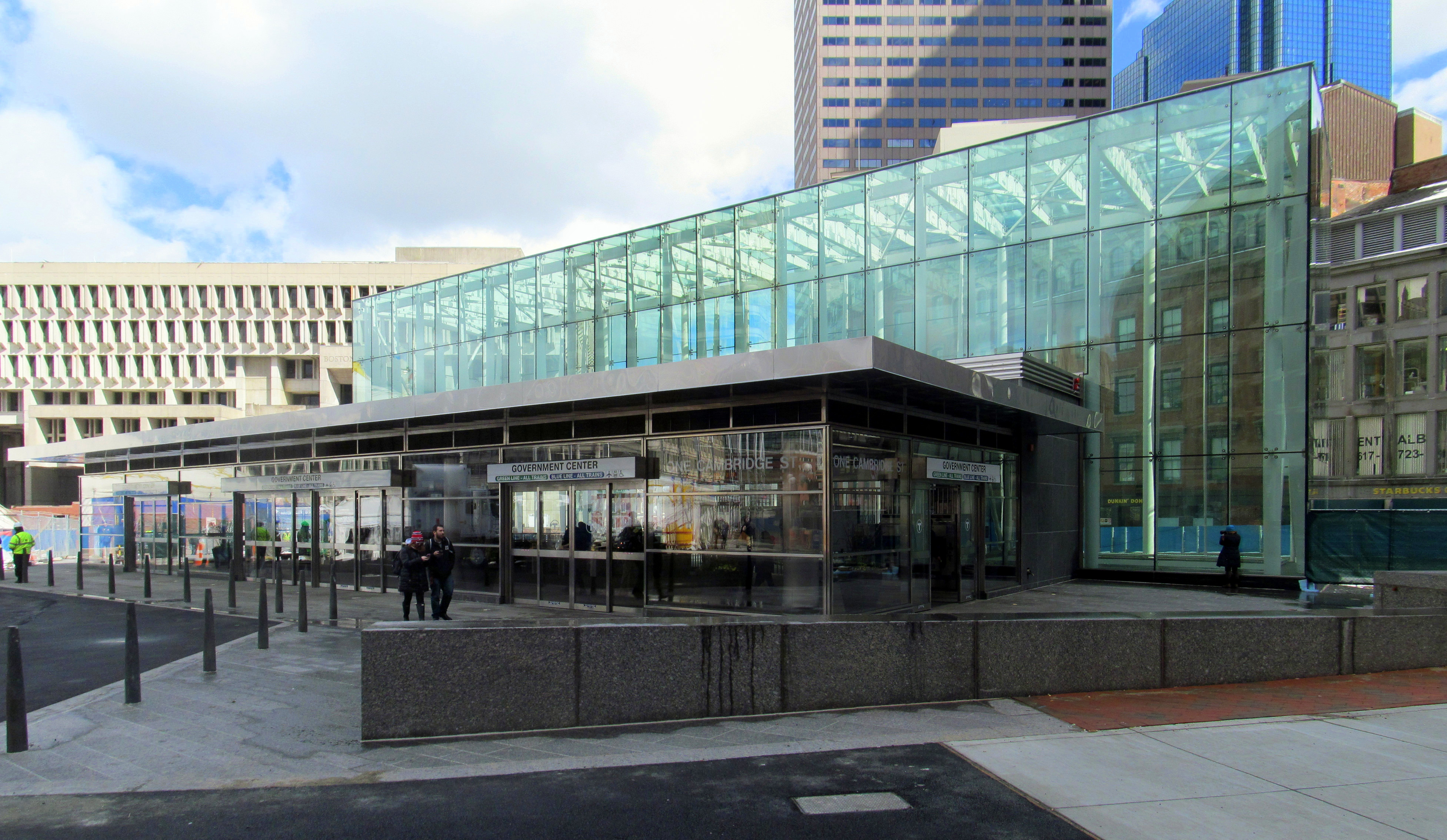
Le gouvernement de Centre de la station lors de la réouverture en mars 2016

La station Scollay Square a été ouverte dans le cadre de la troisième phase de la construction du métro Tremont Street en septembre 1898, apportant le service de métro à la région, avec une gare en pierre dans le centre de la place. La station Court Street a été ouverte sur le Tunnel East Boston en décembre 1904; elle a été fermée en 1914 et remplacée par un nouvel accès à la station Scollay Square, en 1916. La station a été reconstruite en 1963, en tant que Government Center station avec une gare en brique, et à nouveau remaniée à partir de la période 2014-2016, avec une grande gare en verre qui domine le côté sud de la place. Elle sert de point de transfert entre les lignes bleue et verte de la MBTA.

### Environs
Le Government Center est adjacent au quartier historique de Faneuil Hall et au quartier populaire Quincy Market, et il est très proche de la Old State House. Il est à deux pâtés de maisons de la Rose Fitzgerald Kennedy Greenway, qui a été créé dans le cadre du Big Dig. Les rues majeures des environs incluent Tremont, Congress, Cambridge, State, New Chardon, et Washington. Les traces d'une autre rue, Cornhill, existent toujours le long d'un bord de City Hall Plaza. Il y a deux des quelques bâtiments historiques restants, les Sears Crescent et Sears Bloc, face à la place, qui suivent la courbe originale de Cornhill. Un logement pour vétérans a toujours une entrée avec une adresse indiquant la rue Cornhill.

## Culture populaire
- Le groupe séminal proto-punk basé à Boston The Modern Lovers a enregistré une chanson intitulée Government Center, qui a été initialement publiée sur l'album sampler Beserkley's Chartbusters. Elle a été incluse dans la réédition de l'album The Modern Lovers. Dans cette piste, le chanteur Jonathan Richman parle avec humour à de son intention de « [faire du] rock non-stop ce soir au Government Center » pour que « les secrétaires se sentent mieux / Pendant qu'ils mettent les timbres sur les livres ». La chanson apparaît dans le film Harmony and Me.
- Le groupe Ska/punk Jaya The Cat a enregistré une chanson intitulée Government Center. La chanson mentionne les Stations de la MBTA Ashmont et Centrale.
- Le groupe de rock Brand New, originaire de Long Island, a inclus une chanson qui s'appelle Logan pour le Government Center dans leur premier album Your Favorite Weapon.
- Le bâtiment Government Service Center a joué le rôle du siège de la police de l'état du Massachusetts en 2006, dans le film Les infiltrés.
- Le Government Center est mis en évidence dans plusieurs scènes du film de 1973 Les Copains d'Eddie Coyle.

## Galerie

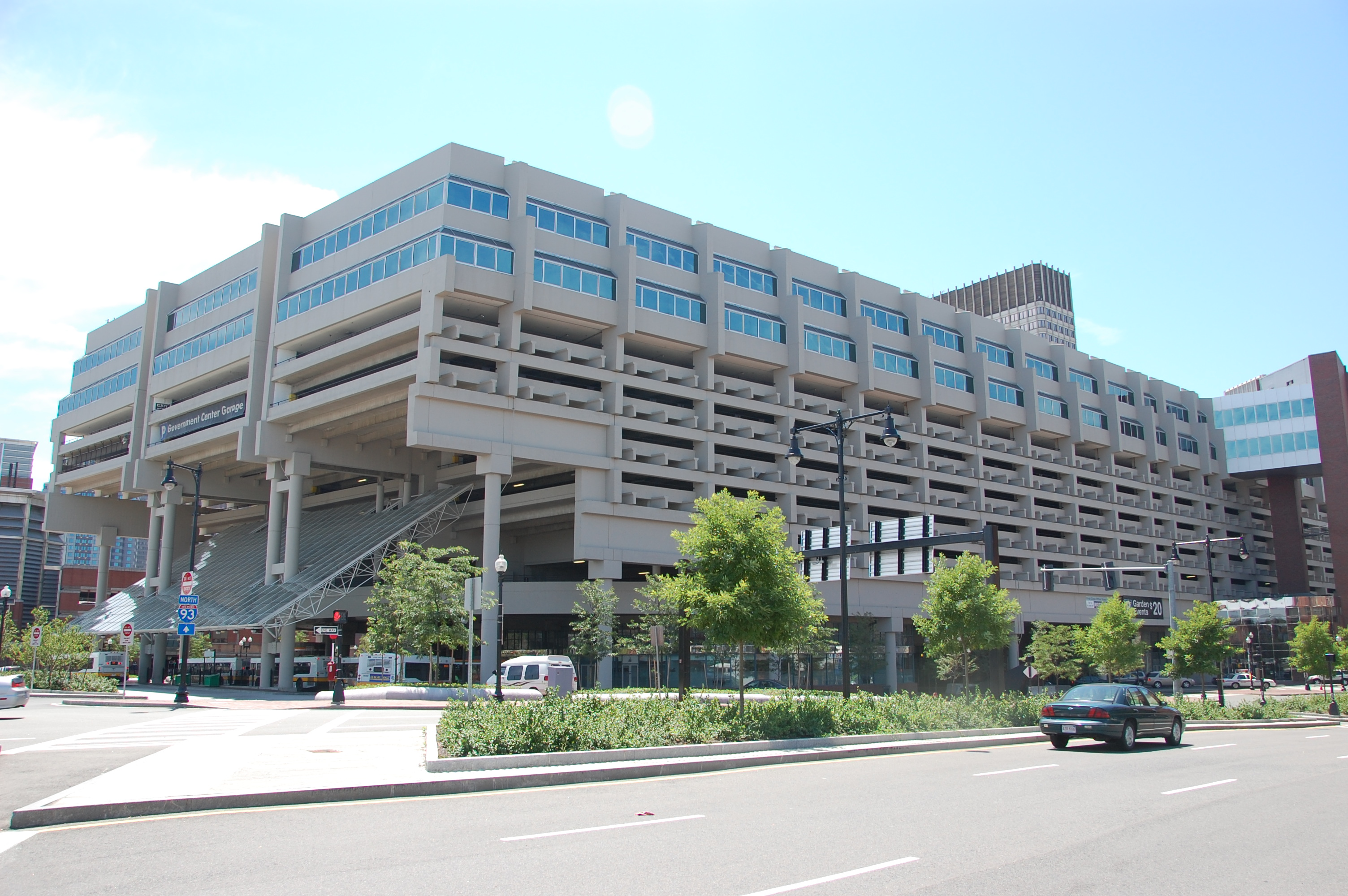
Le stationnement étagé de Government Center
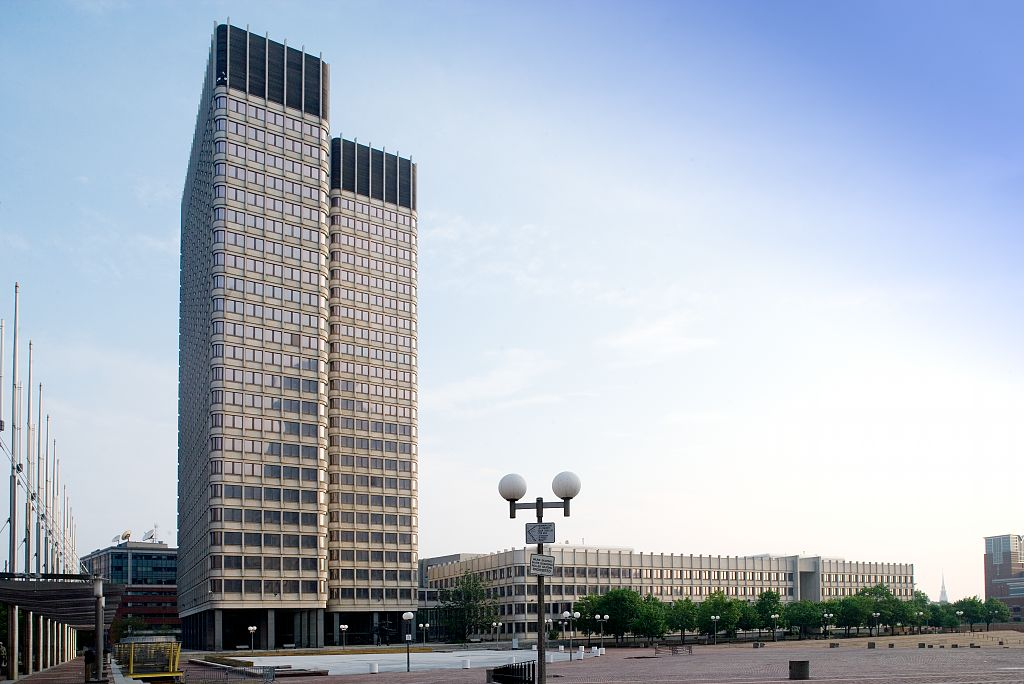
L'édifice fédéral John F. Kennedy,
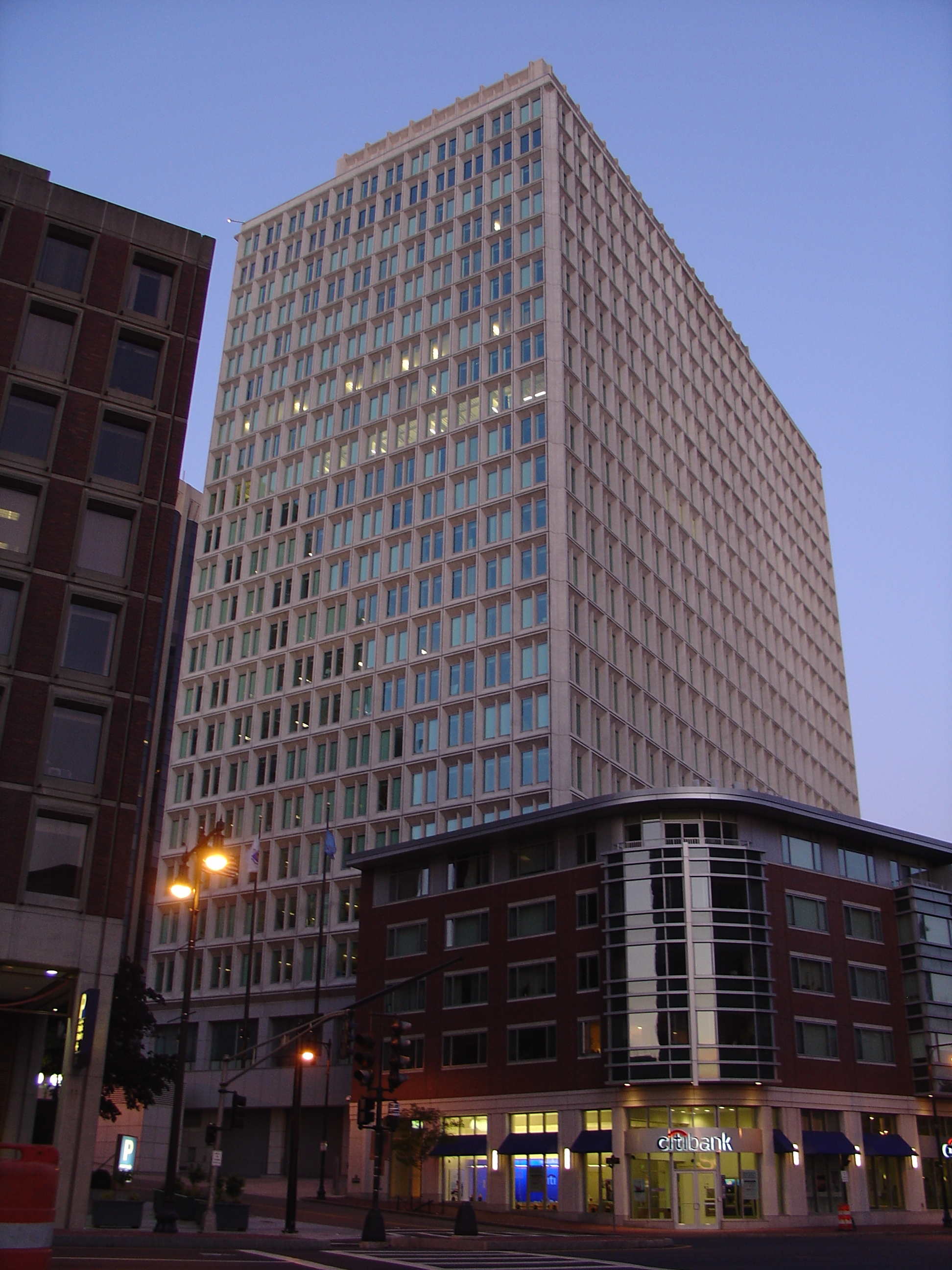
Saltonstall (100 Rue Cambridge)
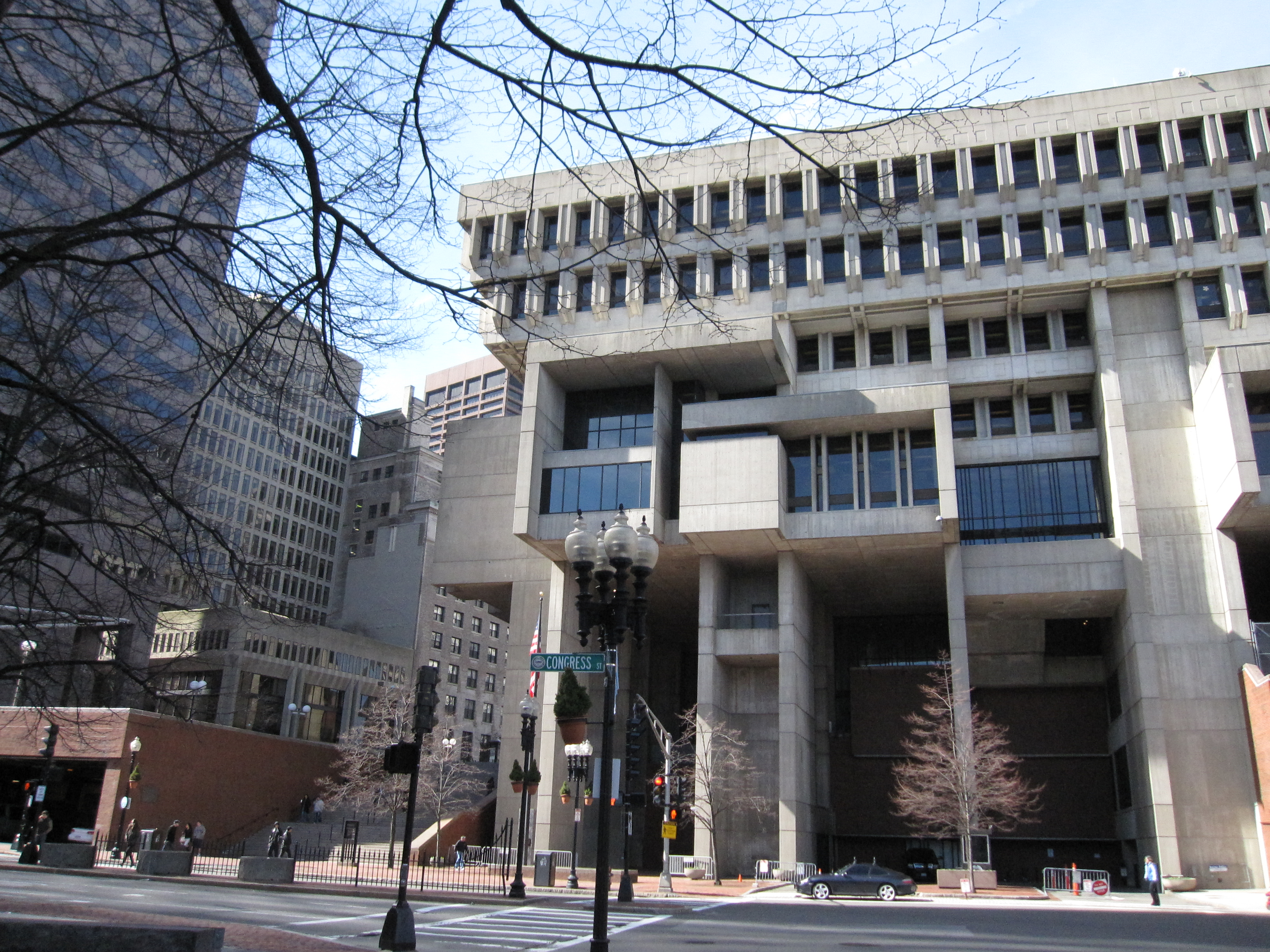
Boston City Hall
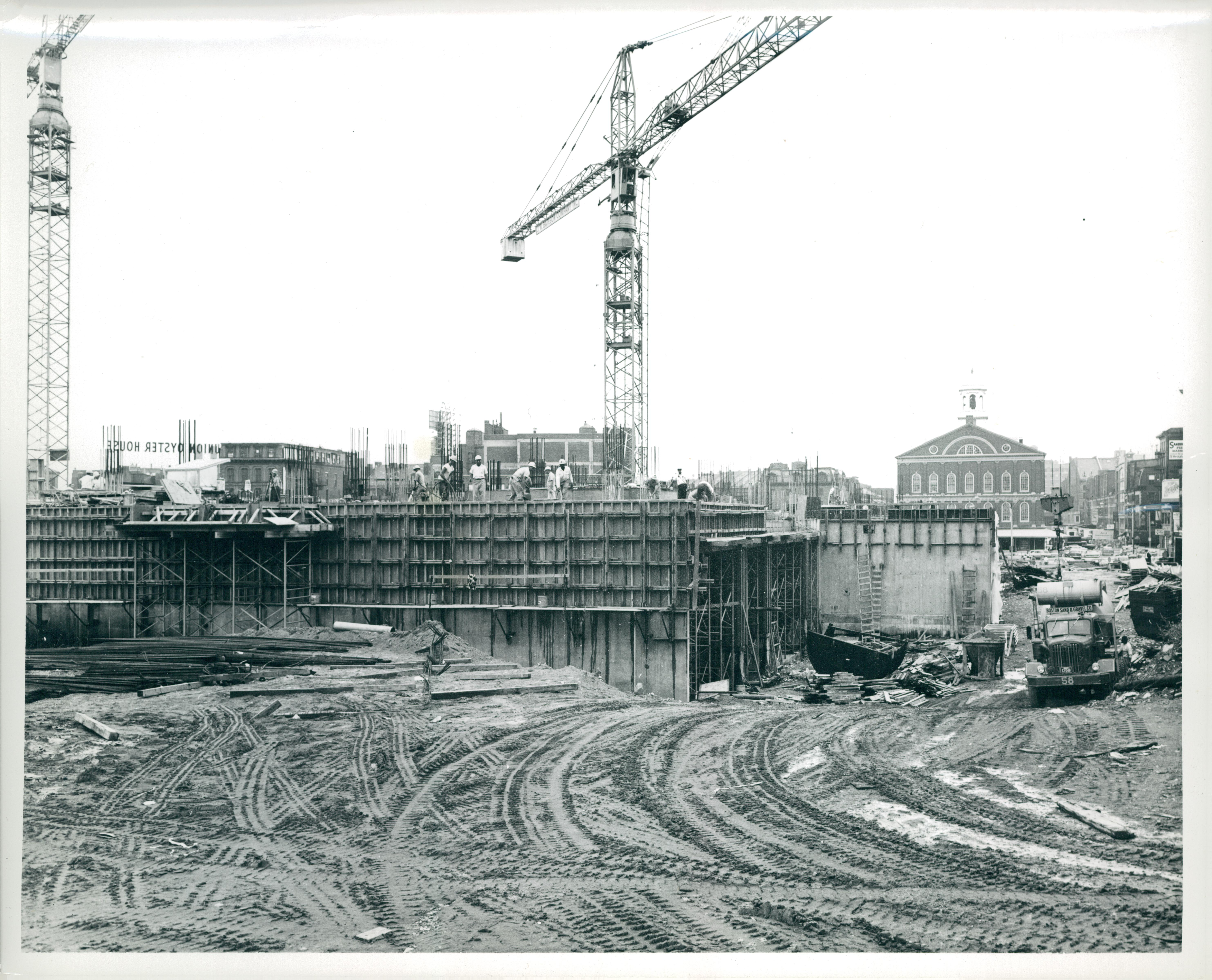
L'hôtel de ville en cours de construction dans les années 1960
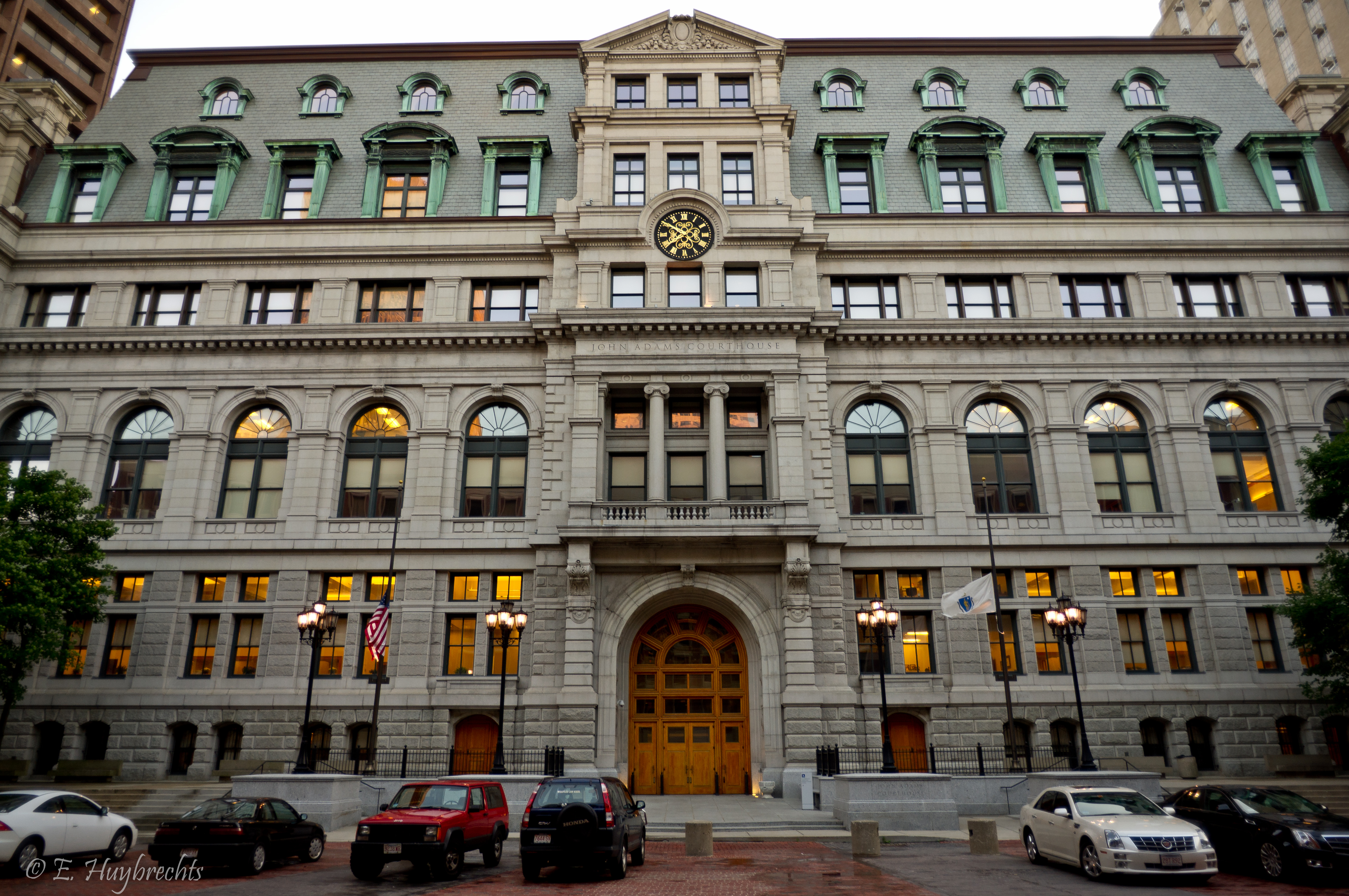
Suffolk County Courthouse
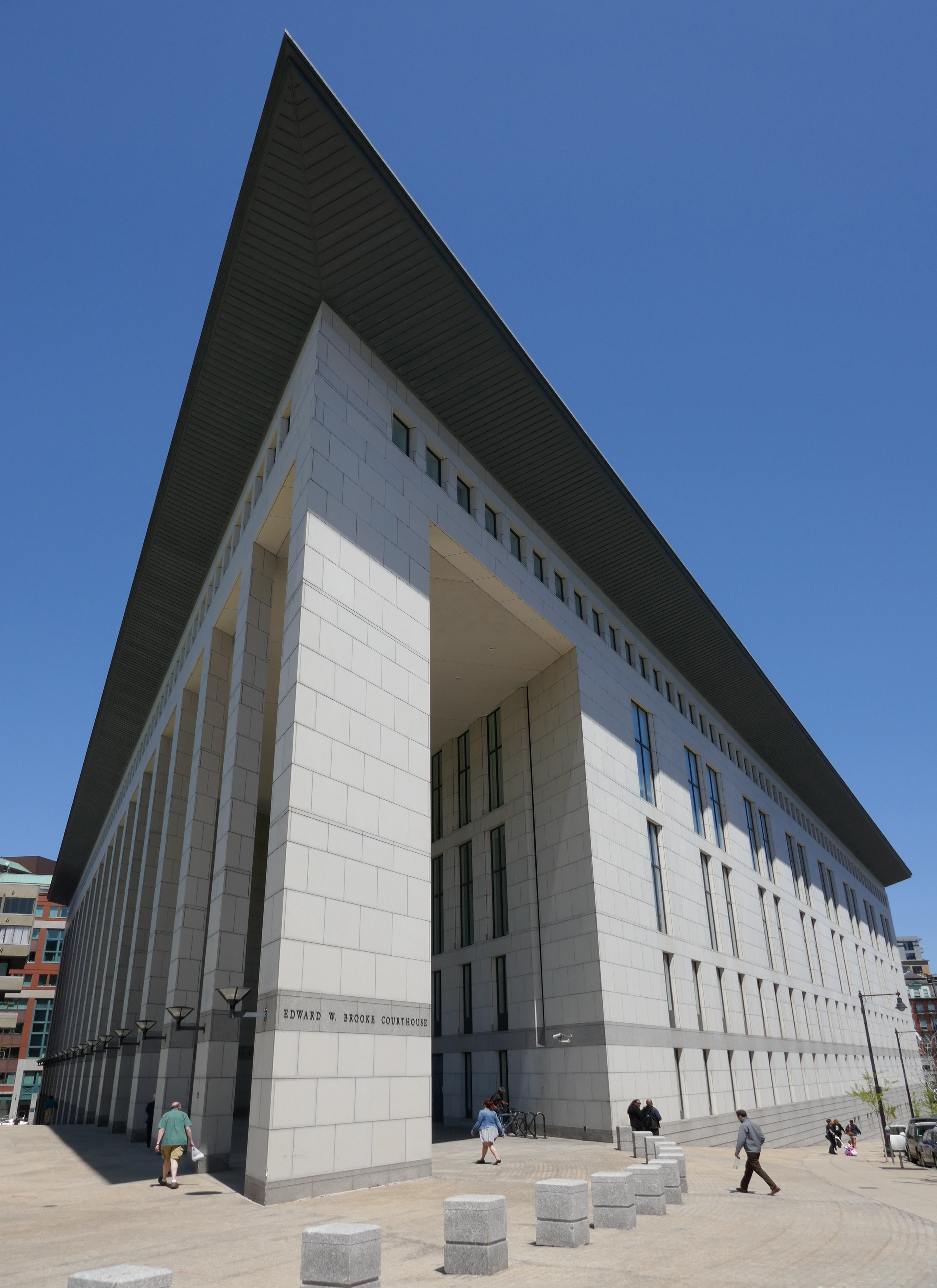
Le palais de justice Edward W. Brooke